# 斯特羅伊夫卡 (里普基區)
51°59′45″N 31°8′22″E / 51.99583°N 31.13944°E
斯特羅伊夫卡（烏克蘭語：Строївка），是烏克蘭北部的村莊，隸屬切爾尼希夫州的切爾尼希夫區。該村始建於1776年，面積0.67平方公里，海拔高度143米，2001年人口55。